# Halmaheraparadiskråka
Halmaheraparadiskråka (Lycocorax pyrrhopterus) är en fågel i familjen paradisfåglar inom ordningen tättingar.

## Utbredning och systematik
Halmaheraparadiskråkan förekommer i norra Moluckerna i Indonesien. Den delas in i två underarter med följande utbredning:
- Lycocorax pyrrhopterus morotensis – Morotai och Rau
- Lycocorax pyrrhopterus pyrrhopterus  – Bacan, Kasiruta och Halmahera

Obiparadiskråkan (Lycocorax obiensis) inkluderades tidigare i arten, då under det svenska trivialnamnet paradiskråka, men denna urskiljs allt oftare som egen art.

## Status och hot
Arten har ett stort utbredningsområde, men tros minska i antal, dock inte tillräckligt kraftigt för att den ska betraktas som hotad. Internationella naturvårdsunionen IUCN listar arten som livskraftig (LC).